# تئاتر مارکی
تئاتر مارکی (انگلیسی: Marquis Theatre) یک سالن تئاتر متعلق به هتل مرییات مارکی نیویورک در شهر نیویورک، آمریکا است.
این تئاتر که در سال ۱۹۸۶ تاسیس شده در منطقه تئاتر برادوی قرار دارد و دارای ۱۶۱۱ نفر ظرفیت است.

## نگارخانه

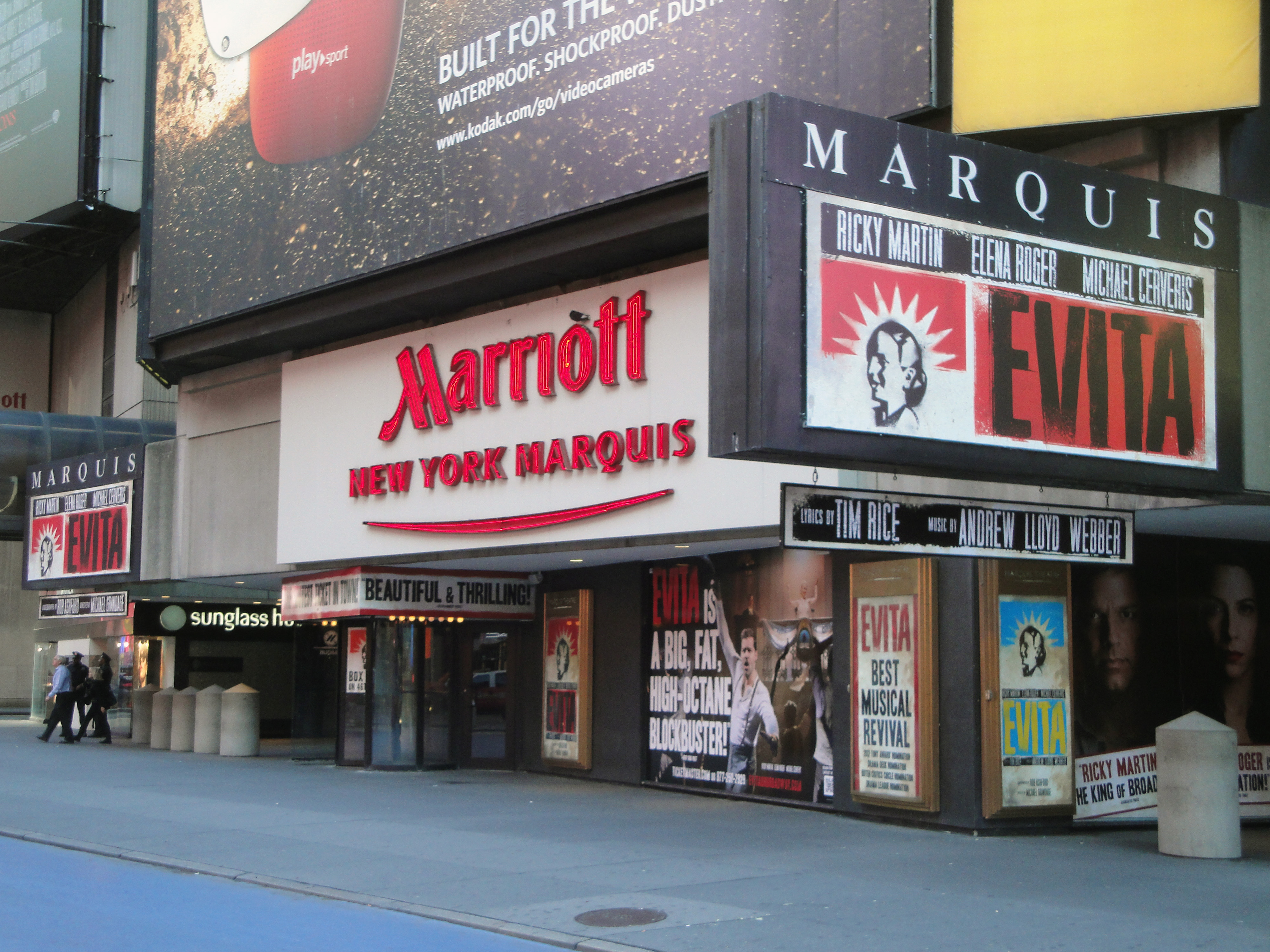
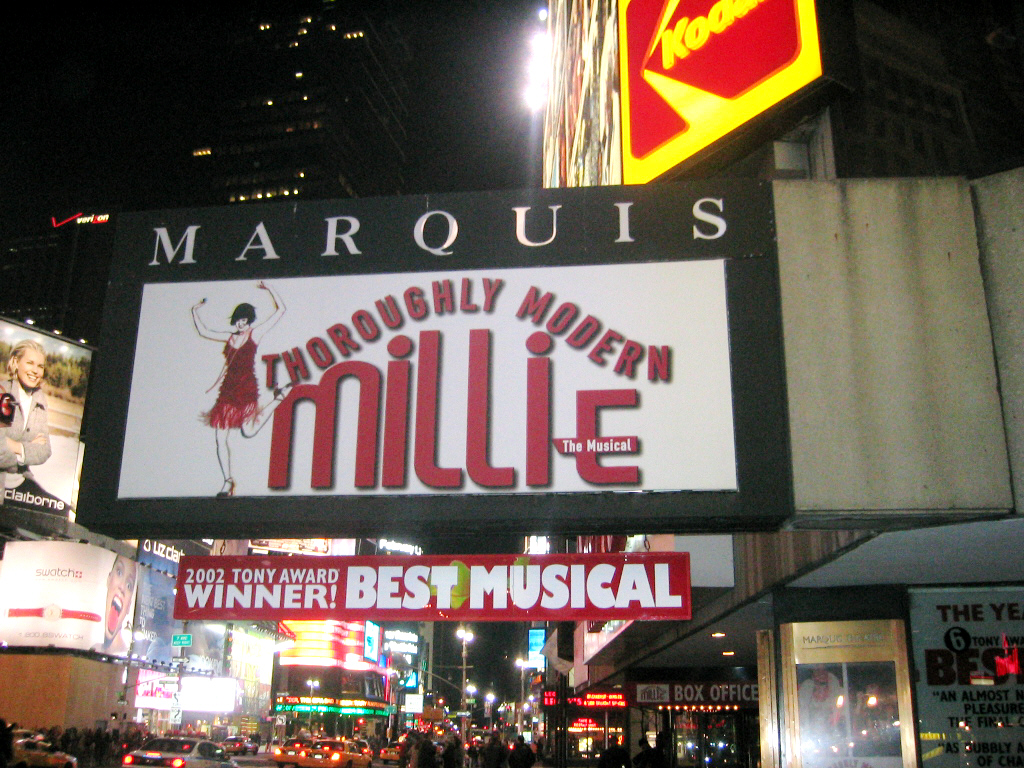